# أنطونيو غارسيا
أنطونيو غارسيا (بالإسبانية: Toño)‏ (7 نوفمبر 1989 ألكالا دي إيناريس إسبانيا - ) هو لاعب كرة قدم إسباني يلعب كمدافع.

## روابط خارجية
- أنطونيو غارسيا على موقع قاعدة بيانات كرة القدم.إي يو (الإنجليزية)
- أنطونيو غارسيا على موقع Soccerbase.com (لاعب) (الإنجليزية)
- أنطونيو غارسيا على موقع Soccerway.com (الإنجليزية)
- أنطونيو غارسيا على موقع عالم كرة القدم.نت (الإنجليزية)
- أنطونيو غارسيا على موقع AS.com (الإسبانية)